# Akinobu Sōma
Akinobu Sōma (1988) è un ex giocatore di football americano giapponese, che ha giocato come linebacker.